# اسطوره اصلی

نو یا نون در اساطیر مصر

اسطوره اصلی یا اسطوره مبدأ (انگلیسی: Origin myth) نوعی اسطوره است که آغاز یک جنبه طبیعی یا اجتماعی جهان را توضیح می‌دهد. یک نوع خاص از اسطوره‌های مبدأ، اسطوره آفرینش یا اسطوره کیهان‌زایی است که شکل‌گیری جهان را روایت می‌کند. با این حال، بسیاری از فرهنگ‌ها داستان‌هایی دارند که پس از منشأ اولیه اتفاق می‌افتد. هدف این داستان‌ها توضیح منشأ پدیده‌های طبیعی یا نهادهای انسانی در دنیایی است که از قبل وجود دارد. در مطالعات کلاسیک یا پژوهش‌های یونانی-رومی، اصطلاحات علت‌شناسی اسطوره و هدف (برگرفته از واژه یونانی باستان αἴτιον، به معنای «علت») گهگاه برای توصیف افسانه‌ای استفاده می‌شود که منشأ یک موضوع، به ویژه چگونگی پیدایش یک شی یا عرف را روشن می‌کند.